# Henrik Flöjt
Carl Henrik Flöjt (Kajaani, 24 de mayo de 1952) es un deportista finlandés que compitió en biatlón.
Participó en los Juegos Olímpicos de Innsbruck 1976, obteniendo una medalla de plata en la prueba por relevos. Ganó dos medallas en el Campeonato Mundial de Biatlón, oro en 1975 y plata en 1974.

## Palmarés internacional
| Juegos Olímpicos   | Juegos Olímpicos    | Juegos Olímpicos | Juegos Olímpicos |
| Año                | Lugar               | Medalla          | Prueba           |
| ------------------ | ------------------- | ---------------- | ---------------- |
| 1976               | Innsbruck (Austria) | Medalla de plata | Relevos          |
| Campeonato Mundial |                     |                  |                  |
| Año                | Lugar               | Medalla          | Prueba           |
| 1974               | Minsk (URSS)        | Medalla de plata | Relevos          |
| 1975               | Anterselva (Italia) | Medalla de oro   | Relevos          |